# Jornadas por la Rehabilitación en Magallanes
Las Jornadas por la Rehabilitación en Magallanes, son una serie de campañas benéficas realizadas desde el año 1988 en la Región de Magallanes, con el objetivo de recaudar fondos para los menores con discapacidad. Son organizadas por el Club de Leones local, que mantiene los centros de rehabilitación Cruz del Sur ubicados en las ciudades de Punta Arenas, Puerto Natales y Porvenir.
Los centros de rehabilitación financiados por la campaña son totalmente independientes de su símil nacional, que se realiza anualmente, por la fundación Teletón Chile, que sólo tiene institutos de rehabilitación hasta la Región de Aysén. Es por ello, que en los centros del Club de Leones se atienden personas de toda la región, además de pacientes de la Patagonia argentina.

## Centros de rehabilitación

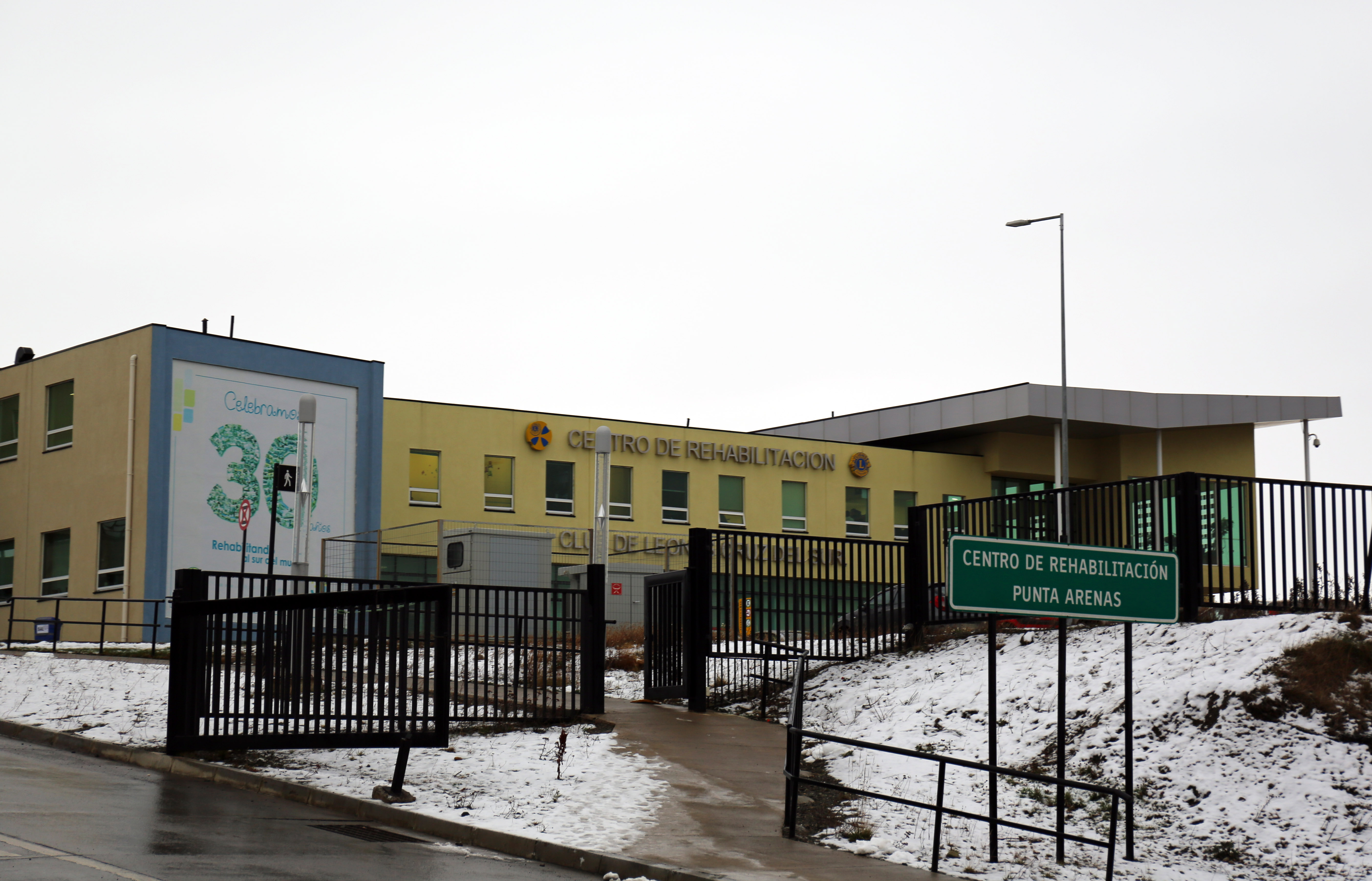
Centro de Rehabilitación Punta Arenas

Los centros de rehabilitación Cruz del Sur reciben mensualmente a 2000 pacientes, los cuales son atendidos por 154 profesionales, de especialidades médicas como Fisiatría, Ortesis, Kinesiología, Pediatría, Neurología infantil, Fonoaudiología, Nutrición y Terapia ocupacional, y de otras disciplinas como Psicología, Asistencia social y Educación diferencial.[cita requerida]
Las instalaciones de los tres centros suman 2800 m² construidos,[cita requerida] y en 2013 comenzó la construcción de un nuevo centro de rehabilitación en la ciudad de Punta Arenas, ubicado al lado del Hospital Clínico de Magallanes.
| Centro                    | Inauguración |
| ------------------------- | ------------ |
| Punta Arenas              | 1996         |
| Puerto Natales            | 2003         |
| Porvenir                  | 2009         |
| Nuevo Centro Punta Arenas | 2015         |

## Evento
Las Jornadas finalizan con un evento transmitido por las cadenas de televisión regionales -como ITV Patagonia, TV RED, UMAG TV, SurTV, EGM Channel, Pingüino Multimedia- y TVN Red Austral. Los difusores actuales de las Jornadas en Santiago son Jorge Aedo, Ivette Vergara, Cristián Briceño, entre otros, quienes motivan a los artistas para asistir al show benéfico.[cita requerida] El evento es compuesto de tres bloques, que sumados componen más de 10 horas de programa, cerrando el evento con el último cómputo después de las dos de la mañana. El nombre histórico del evento Jornadas por el Niño Impedido Magallánico fue cambiado a Jornadas por la Rehabilitación en Magallanes en 2011, ya que no sólo se atienden niños en los centros de rehabilitación, sino también personas de todas las edades.
| Versión                                      | Evento de cierre                          | Lema                                      | Meta (CLP)                                | Recaudación (CLP)                         |
| Jornadas por el Niño Impedido Magallánico    | Jornadas por el Niño Impedido Magallánico | Jornadas por el Niño Impedido Magallánico | Jornadas por el Niño Impedido Magallánico | Jornadas por el Niño Impedido Magallánico |
| -------------------------------------------- | ----------------------------------------- | ----------------------------------------- | ----------------------------------------- | ----------------------------------------- |
| I                                            | 1988                                      |                                           | $4.200.000                                | $12.000.000                               |
| II                                           | 1989                                      |                                           | $12.000.000                               | $18.000.000                               |
| III                                          | 1990                                      |                                           | $18.000.000                               | $22.000.000                               |
| IV                                           | 1991                                      |                                           | $22.000.000                               | $27.000.000                               |
| V                                            | 24 de octubre de 1992                     | Únete a la esperanza                      | $27.000.000                               | $33.000.000                               |
| VI                                           | 30 de octubre de 1993                     |                                           | $33.000.000                               | $45.000.000                               |
| VII                                          | 29 de octubre de 1994                     |                                           | $50.000.000                               | $66.000.000                               |
| VIII                                         | 28 de octubre de 1995                     | Juntos ahora más que nunca                | $66.000.000                               | $66.485.000                               |
| IX                                           | 23 de noviembre de 1996                   |                                           | $72.000.000                               | $84.000.000                               |
| X                                            | 25 de octubre de 1997                     |                                           | $84.000.000                               | $91.495.700                               |
| XI                                           | 24 de octubre de 1998                     |                                           | $92.000.000                               | $101.394.737                              |
| XII                                          | 30 de octubre de 1999                     |                                           | $100.000.000                              | $126.879.954                              |
| XIII                                         | 25 de noviembre de 2000                   |                                           | $118.000.000                              | $138.495.738                              |
| XIV                                          | 27 de octubre de 2001                     |                                           | $140.000.000                              | $153.606.485                              |
| XV                                           | 26 de octubre de 2002                     |                                           | $150.000.000                              | $163.817.529                              |
| XVI                                          | 25 de octubre de 2003                     | Un nuevo paso, una nueva esperanza        | $160.000.000                              | $178.325.782                              |
| XVII                                         | 20 de noviembre de 2004                   | Tu mejor decisión                         | $180.000.000                              | $221.456.385                              |
| XVIII                                        | 29 de octubre de 2005                     | Hechos concretos, trabajo de todos        | $210.000.000                              | $267.511.623                              |
| XIX                                          | 26 de noviembre de 2006                   | Tu ayuda, mi esperanza                    | $250.000.000                              | $276.634.275                              |
| XX                                           | 27 de octubre de 2007                     | 20 años unidos por el amor                | $300.000.000                              | $320.433.015                              |
| XXI                                          | 22 de noviembre de 2008                   | Lo nuestro, un amor que crece             | $320.000.000                              | $338.528.462                              |
| XXII                                         | 6 y 7 de noviembre de 2009                | Cada sonrisa, una razón                   | $330.000.000                              | $338.162.542                              |
| XXIII                                        | 5 y 6 de noviembre de 2010                | Cuento contigo                            | $330.000.000                              | $350.739.454                              |
| Jornadas por la Rehabilitación en Magallanes |                                           |                                           |                                           |                                           |
| XXIV                                         | 12 de noviembre de 2011                   | Podemos más                               | $340.000.000                              | $412.315.435                              |
| XXV                                          | 24 de noviembre de 2012                   | 25 años cumpliendo contigo                | $356.000.000                              | $421.311.585                              |
| XXVI                                         | 19 de octubre de 2013                     | Solo faltas tú                            | $386.000.000                              | $462.074.033                              |
| XXVII                                        | 18 de octubre de 2014                     | Donde nacen nuestros sueños               | $395.000.000                              | $467.981.737                              |
| XXVIII                                       | 24 de octubre de 2015                     | Estamos todos invitados                   | $622.000.000                              | $632.167.502                              |
| XXIX                                         | 5 de noviembre de 2016                    | Con tu fuerza seguimos creciendo          | $630.000.000                              | $631.569.321                              |
| XXX                                          | 22 de octubre de 2017                     | Dejamos una huella en tu corazón          | $697.000.000                              | $715.954.741                              |
| XXXI                                         | 24 de noviembre de 2018                   | Si soñamos, lo logramos                   | $720.000.000                              | $744.668.838                              |
| XXXII                                        | 19 de octubre de 2019                     | Unidos sin fronteras                      | $740.000.000                              | $809.284.723                              |
| XXXIII                                       | 19 de diciembre de 2020                   | Conectémonos con nuestro corazón          | Sin meta                                  | $802.246.174                              |
| XXXIV                                        | 12 y 13 de noviembre de 2021              | Contigo, todo es posible                  | $802.246.174                              | $952.865.618                              |
| XXXV                                         | 21 y 22 de octubre de 2022                | Tu generosidad, el mejor regalo           | $952.865.618                              | $1.284.108.904                            |
| XXXVI                                        | 3 y 4 de noviembre de 2023                | Una historia para contar...               | $1.284.108.904                            | $1.009.905.230                            |
| XXXVII                                       | 15 y 16 de noviembre de 2024              | La fiesta de todos                        | $1.120.000.000                            | $1.221.541.215                            |